# Evighetens morgon klar en dag skall gry
Evighetens morgon klar en dag skall gry eller Evighetens morgon klar en gång skall gry är en sång med text från 1888 av Nils Frykman och musik från 1817 av Karl August Groos

## Publicerad i
- Frälsningsarméns sångbok 1929 som nr 459 under rubriken "De yttersta tingen och himmelen"
- Musik till Frälsningsarméns sångbok 1930 som nr 459.
- Frälsningsarméns sångbok 1968 som nr 532 under rubriken "Evighetshoppet"
- Frälsningsarméns sångbok 1990 som nr 680 under rubriken "Framtiden och hoppet"